# Wieluń
Wieluń és una ciutat al centre de Polònia al Voivodat de Łódź. El 2006 tenia 26.628 habitants. L'1 de setembre de 1939, la ciutat va ser bombardejada per la Luftwaffe alemanya en la primera acció de la Segona Guerra Mundial (a part de l'incident Jabłonków del 25/26 d'agost). Els bombarders alemanys van destruir la major part del centre de la ciutat, incloent-hi un hospital, clarament marcat, i la històrica església gòtica, i van matar gairebé 1.300 civils. Tres quartes parts de la ciutat van ser destruïdes. La taxa de baixes va dues vegades més alta que la de Guernica. No hi havia unitats militars poloneses a la ciutat en aquell moment.

## Vegeu també

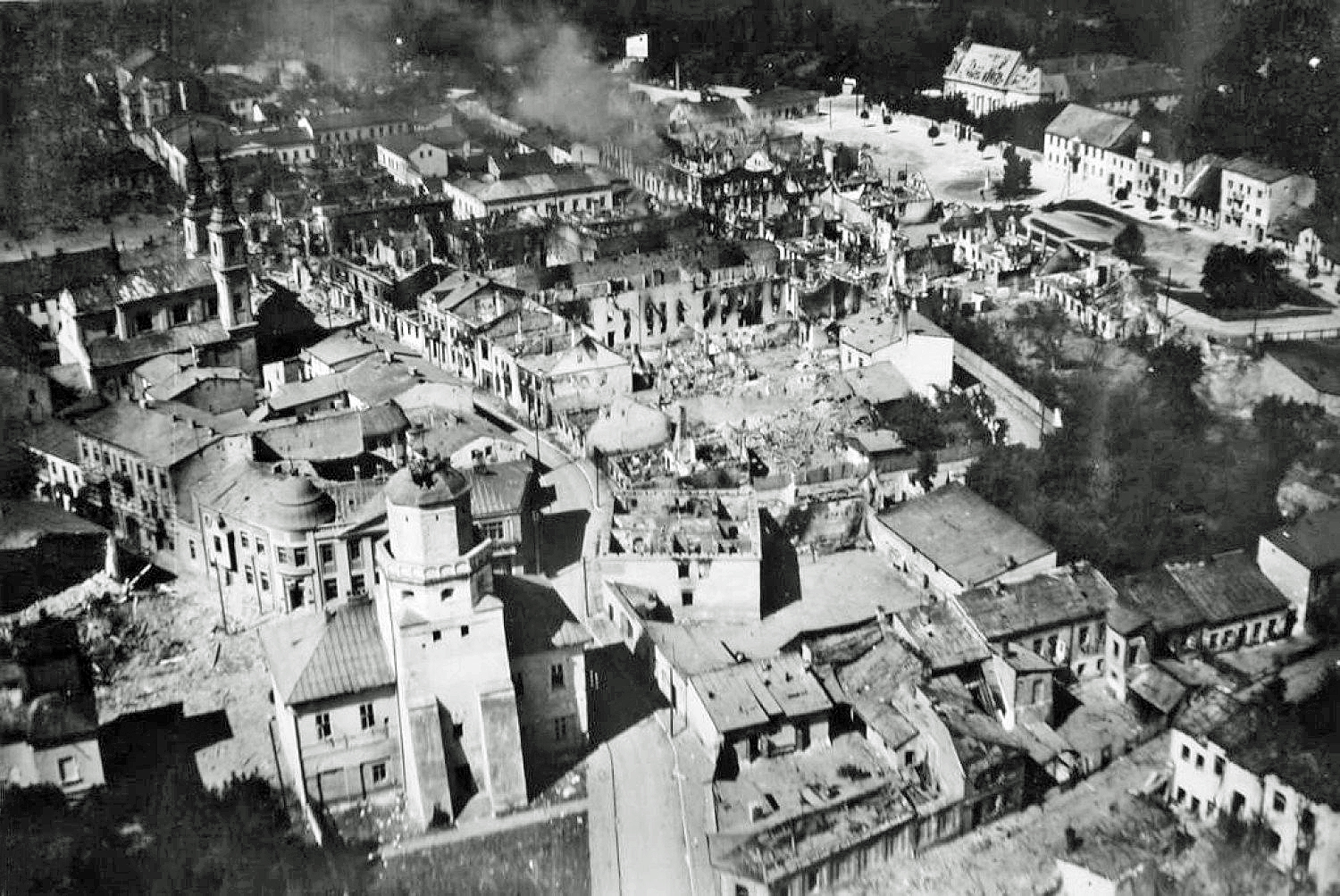